# لويس بي. برودسكي
لويس بي. برودسكي (بالإنجليزية: Louis Bernard Brodsky)‏ هو محامي أمريكي، ولد في 25 ديسمبر 1883، وتوفي في 29 أبريل 1970 في مانهاتن في الولايات المتحدة.